# Intel·ligència artificial de codi obert
La intel·ligència artificial de codi obert és un sistema d'IA que està disponible gratuïtament per al seu ús, estudi, modificació i compartició. Aquests atributs s'estenen a cadascun dels components del sistema, incloent-hi conjunts de dades, codi i paràmetres del model, promovent un enfocament col·laboratiu i transparent per al desenvolupament de la IA. Les llicències de programari lliure i de codi obert (FOSS), com ara la llicència Apache, la llicència MIT i la llicència pública general de GNU, descriuen els termes sota els quals es pot accedir, modificar i redistribuir la intel·ligència artificial de codi obert.
El model de codi obert proporciona un accés generalitzat a les noves tecnologies d'IA, permetent que individus i organitzacions de totes les mides participin en la recerca i el desenvolupament de la IA. Aquest enfocament afavoreix la col·laboració i permet avenços compartits en el camp de la intel·ligència artificial. En canvi, la intel·ligència artificial de codi tancat és propietària, restringint l'accés al codi font i als components interns. Només l'empresa o organització propietària pot modificar o distribuir un sistema d'intel·ligència artificial de codi tancat, prioritzant el control i la protecció de la propietat intel·lectual per sobre de les contribucions externes i la transparència. Les empreses sovint desenvolupen productes tancats en un intent de mantenir un avantatge competitiu al mercat. No obstant això, alguns experts suggereixen que les eines d'IA de codi obert poden tenir un avantatge de desenvolupament respecte als productes de codi tancat i tenen el potencial de superar-los al mercat.
Les categories populars de projectes d'intel·ligència artificial de codi obert inclouen models de llenguatge extens, eines de traducció automàtica i chatbots. Perquè els desenvolupadors de programari produeixin recursos d'intel·ligència artificial (IA) de codi obert, han de confiar en els altres components de programari de codi obert que utilitzen en el seu desenvolupament. S'ha especulat que el programari d'IA de codi obert té un risc potencialment més elevat en comparació amb la IA de codi tancat, ja que els malfactors poden eliminar els protocols de seguretat dels models públics quan vulguin. De la mateixa manera, s'ha especulat que la IA de codi tancat també té un risc més elevat en comparació amb la IA de codi obert a causa de problemes de dependència, privadesa, algoritmes opacs, control corporatiu i disponibilitat limitada, alhora que pot alentir la innovació beneficiosa.
També hi ha un debat sobre l'obertura dels sistemes d'IA, ja que l'obertura es diferencia: un article a Nature suggereix que alguns sistemes presentats com a oberts, com ara Llama 3 de Meta, "ofereixen poc més que una API o la possibilitat de descarregar un model subjecte a restriccions d'ús clarament no obertes". Aquest programari ha estat criticat com a sistemes de "rentat d'obertura" que s'entenen millor com a tancats. Hi ha alguns treballs i marcs que avaluen l'obertura dels sistemes d'IA, així com una nova definició de l'Open Source Initiative sobre què constitueix la IA de codi obert.

## Història
La història de la intel·ligència artificial (IA) de codi obert està entrellaçada tant amb el desenvolupament de les tecnologies d'IA com amb el creixement del moviment de programari de codi obert. La IA de codi obert ha evolucionat significativament durant les últimes dècades, amb contribucions de diverses institucions acadèmiques, laboratoris de recerca, empreses tecnològiques i desenvolupadors independents. Aquesta secció explora les principals fites en el desenvolupament de la IA de codi obert, des dels seus inicis fins al seu estat actual.

### Desenvolupament inicial de la IA i el programari de codi obert
El concepte d'IA es remunta a mitjans del segle xx, quan informàtics com Alan Turing i John McCarthy van establir les bases de les teories i els algoritmes moderns d'IA. La primera investigació en IA es va centrar en el desenvolupament de sistemes de raonament simbòlic i sistemes experts basats en regles. Durant aquest període, la idea del programari de codi obert començava a prendre forma, amb pioners com Richard Stallman que defensaven el programari lliure com a mitjà per promoure la col·laboració i la innovació en la programació.
La Free Software Foundation, fundada el 1985 per Stallman, va ser una de les primeres organitzacions importants a promoure la idea que el programari es pogués utilitzar, modificar i distribuir lliurement. Les idees d'aquest moviment van acabar influint en el desenvolupament de la IA de codi obert, ja que més desenvolupadors van començar a veure els possibles beneficis de la col·laboració oberta en la creació de programari, inclosos models i algoritmes d'IA.

### L'aparició de la IA de codi obert (dècades del 1990-2000)
A la dècada del 1990, el programari de codi obert va començar a guanyar més força a mesura que Internet facilitava la col·laboració a través de fronteres geogràfiques. L'auge de l'aprenentatge automàtic i els mètodes estadístics també va conduir al desenvolupament d'eines d'IA més pràctiques. Tanmateix, no va ser fins a principis dels anys 2000 que la IA de codi obert va començar a tenir èxit, amb el llançament de biblioteques i marcs de treball fonamentals que tothom podia utilitzar i contribuir-hi.

### L'auge dels models i marcs d'IA de codi obert (dècada del 2010)
La dècada del 2010 va marcar un canvi significatiu en el desenvolupament de la IA, impulsat per l'aparició de l'aprenentatge profund i les xarxes neuronals. Els marcs de treball d'aprenentatge profund de codi obert com ara TensorFlow (desenvolupat per Google Brain) i PyTorch (desenvolupat per l'AI Research Lab de Facebook) van revolucionar el panorama de la IA fent que els models complexos d'aprenentatge profund fossin més accessibles. Aquests marcs de treball van permetre als investigadors i desenvolupadors construir i entrenar xarxes neuronals sofisticades per a tasques com el reconeixement d'imatges, el processament del llenguatge natural (PNL) i la conducció autònoma.

### Fites clau en la IA de codi obert (dècada del 2020 fins al present)

#### Empreses i models
La dècada del 2020 va veure el creixement i la maduració continus de la IA de codi obert. Les empreses i les organitzacions de recerca van començar a llançar al públic models preentrenats a gran escala, cosa que va provocar un auge en les aplicacions comercials i acadèmiques de la IA. Cal destacar que Hugging Face, una empresa centrada en la PNL, es va convertir en un centre per al desenvolupament i la distribució de models d'IA d'última generació, incloent-hi versions de codi obert de transformadors com GPT-2 i BERT.
Amb l'anunci de GPT-2, OpenAI va planejar originalment mantenir privat el codi font dels seus models, al·legant preocupacions sobre aplicacions malicioses. Tanmateix, després que OpenAI s'enfrontés a les crítiques del públic, va publicar el codi font de GPT-2 a GitHub tres mesos després del seu llançament. OpenAI no ha publicat el codi font ni els pesos preentrenats per als models GPT-3 o GPT-4, tot i que els desenvolupadors poden integrar les seves funcionalitats a través de l'API d'OpenAI.
L'auge dels models extensos de llenguatge (LLM) i la IA generativa, com ara el GPT-3 (2020) d'OpenAI, va impulsar encara més la demanda de marcs de treball d'IA de codi obert. Aquests models s'han utilitzat en una varietat d'aplicacions, com ara chatbots, creació de contingut i generació de codi, demostrant les àmplies capacitats dels sistemes d'IA.
La LF AI & Data Foundation, un projecte de la Linux Foundation, ha influït significativament en el panorama de la IA de codi obert fomentant la col·laboració i la innovació, i donant suport a projectes de codi obert. En proporcionar una plataforma neutral, LF AI & Data uneix desenvolupadors, investigadors i organitzacions per construir solucions d'IA i dades d'avantguarda, abordant reptes tècnics crítics i promovent el desenvolupament ètic de la IA.
A l'octubre de 2024, la fundació estava formada per 77 empreses membres d'Amèrica del Nord, Europa i Àsia, i allotjava 67 projectes de programari de codi obert (OSS) aportats per una àmplia gamma d'organitzacions, incloent-hi gegants de Silicon Valley com ara Nvidia, Amazon, Intel i Microsoft. Altres grans conglomerats com Alibaba, TikTok, AT&T i IBM també hi han contribuït. Organitzacions de recerca com la NYU, els laboratoris d'IA de la Universitat de Michigan, la Universitat de Colúmbia i Penn State també són membres associats de la LF AI & Data Foundation.
El setembre de 2022 es va establir la Fundació PyTorch per supervisar el marc de treball d'aprenentatge profund PyTorch, àmpliament utilitzat i donat per Meta. La missió de la fundació és impulsar l'adopció d'eines d'IA fomentant i mantenint un ecosistema de projectes de codi obert i neutres respecte als proveïdors integrats amb PyTorch, i democratitzar l'accés a eines, biblioteques i altres components d'última generació, fent que aquestes innovacions siguin accessibles a tothom.
La Fundació PyTorch també separa la governança empresarial de la tècnica, i el projecte PyTorch manté la seva estructura de governança tècnica, mentre que la fundació gestiona el finançament, les despeses d'allotjament, els esdeveniments i la gestió d'actius com el lloc web del projecte, el repositori de GitHub i els comptes de xarxes socials, garantint una governança comunitària oberta. Des del seu inici, la fundació va formar un consell de govern format per representants dels seus membres inicials: AMD, Amazon Web Services, Google Cloud, Hugging Face, IBM, Intel, Meta, Microsoft i NVIDIA.
El 2024, Meta va llançar una col·lecció de grans models d'IA, incloent-hi Llama 3.1 405B, comparables als models de codi tancat més avançats. L'empresa va afirmar que el seu enfocament de la IA seria de codi obert, diferent d'altres grans empreses tecnològiques. L'Open Source Initiative i altres van declarar que Llama no és de codi obert tot i que Meta el descriu com a tal, a causa que la llicència de programari de Llama prohibeix el seu ús per a determinats propòsits.
El model de raonament DeepSeek R1 es va publicar com a projecte de codi obert el 20 de gener de 2025.

#### Ètica
Paral·lelament al desenvolupament de models d'IA, hi ha hagut un interès creixent per garantir estàndards ètics en el desenvolupament d'IA de codi obert. Això inclou abordar preocupacions com ara el biaix, la privadesa i el potencial d'ús indegut dels sistemes d'IA. Com a resultat, els marcs per al desenvolupament responsable de la IA i la creació de directrius per documentar consideracions ètiques, com ara el concepte de targeta model introduït per Google, han guanyat popularitat, tot i que els estudis mostren la necessitat contínua de la seva adopció per evitar resultats negatius no desitjats.

## Aplicacions

### Aprenentatge automàtic
La intel·ligència artificial de codi obert ha portat un accés generalitzat a les eines d'aprenentatge automàtic (AA), permetent als desenvolupadors implementar i experimentar amb models d'AA en diverses indústries. Sci-kit Learn, Tensorflow i PyTorch són tres de les biblioteques d'aprenentatge automàtic de codi obert més utilitzades, i cadascuna aporta capacitats úniques al camp. Sci-kit Learn és conegut pel seu robust conjunt d'eines, que ofereix funcions accessibles per a la classificació, la regressió, l'agrupació i la reducció de la dimensionalitat. Aquesta biblioteca simplifica el procés d'aprenentatge automàtic (ML) des del preprocessament de dades fins a l'avaluació del model, cosa que la fa ideal per a usuaris amb diferents nivells d'experiència. Tensorflow, desenvolupat inicialment per Google, admet models d'aprenentatge automàtic a gran escala, especialment en entorns de producció que requereixen escalabilitat, com ara la sanitat, les finances i el comerç minorista. PyTorch, afavorit per la seva flexibilitat i facilitat d'ús, ha estat particularment popular en la recerca i el món acadèmic, donant suport a tot, des de models bàsics d'aprenentatge automàtic fins a aplicacions avançades d'aprenentatge profund, i ara també és àmpliament utilitzat per la indústria.

### Processament del llenguatge natural
La IA de codi obert ha jugat un paper crucial en el desenvolupament i l'adopció de Grans Models de Llenguatge (LLM), transformant les capacitats de generació i comprensió de text. Mentre que els models propietaris com la sèrie GPT d'OpenAI han redefinit el que és possible en aplicacions com ara sistemes de diàleg interactiu i creació automatitzada de contingut, els models totalment de codi obert també han fet avenços significatius. El BERT de Google, per exemple, és un model de codi obert àmpliament utilitzat per a tasques com el reconeixement d'entitats i la traducció d'idiomes, establint-se com una eina versàtil en PNL. Aquests LLM de codi obert han democratitzat l'accés a tecnologies lingüístiques avançades, permetent als desenvolupadors crear aplicacions com ara assistents personalitzats, anàlisi de documents legals i eines educatives sense dependre de sistemes propietaris.

### Models de visió per computador
La IA de codi obert ha conduït a avenços considerables en el camp de la visió per computador, amb biblioteques com OpenCV (Open Computer Vision Library) que tenen un paper fonamental en la democratització de potents capacitats de processament i reconeixement d'imatges. OpenCV proporciona un conjunt complet de funcions que poden donar suport a aplicacions de visió per computador en temps real, com ara el reconeixement d'imatges, el seguiment de moviment i la detecció facial. Originalment desenvolupat per Intel, OpenCV s'ha convertit en una de les biblioteques més populars per a la visió per computador a causa de la seva versatilitat i l'extens suport de la comunitat. La biblioteca inclou una gamma de models preentrenats i utilitats per gestionar tasques comunes, cosa que converteix OpenCV en un recurs valuós tant per a principiants com per a experts en el camp. Més enllà d'OpenCV, altres models de visió per computador de codi obert com YOLO (You Only Look Once) i Detectron2 ofereixen marcs especialitzats per a la detecció, classificació i segmentació d'objectes, contribuint a avenços en aplicacions com la seguretat, els vehicles autònoms i les imatges mèdiques.

### Robòtica
La intel·ligència artificial de codi obert ha tingut un impacte notable en la robòtica en proporcionar un entorn de desenvolupament flexible i escalable tant per al món acadèmic com per a la indústria. El Sistema Operatiu de Robòtica (ROS) destaca com un marc de treball de codi obert líder, que ofereix eines, biblioteques i estàndards essencials per a la construcció d'aplicacions robòtiques. ROS simplifica el procés de desenvolupament, permetent als desenvolupadors treballar amb diferents plataformes de maquinari i arquitectures robòtiques. A més, Gazebo, un programari de simulació robòtica de codi obert que sovint es combina amb ROS, permet als desenvolupadors provar i perfeccionar els seus sistemes robòtics en un entorn virtual abans del desplegament al món real.